# Santa Bibiana (Bernini)
Santa Bibiana es una estatua de Gian Lorenzo Bernini realizada entre 1624 y 1626 y que está situadad en la iglesia de Santa Bibiana en Roma. Fue encargada por el papa Urbano VIII, que le había además encargado reconstruir la homónima iglesia dedicada a la santa. En 2018, durante una mudanza, fue dañado el dedo anular de la mano derecha, que fue restablecido pocos meses después.

## Historia
La estatua fue encargada por el papa Urbano VIII a Gian Lorenzo Bernini con ocasión de la completa reforma de la iglesia de Santa Bibiana en el Esquilino, siendo el primer encargo arquitectónico de Bernini. La obra, realizada por el mismo artista, empezó en 1624 y fue concluida dos años después en 1626.
En 2017, con ocasión de una muestra sobre Bernini en la galería Borghese, la estatua fue expuesta temporalmente en el museo después de una atenta restauración. Durante la travesía de vuelta a lo largo del año subsiguiente, más precisamente durante la recolocación de la estatua en el interior de la iglesia, los obreros provocaron accidentalmente el desprendimiento del dedo anular de la mano derecha, aunque no se llegó a dañar. En cualquier caso, tras unos pocos días, el dedo fue recolocado gracias a una ulterior restauración llevada a cabo por la compañía Conservación de Bienes Culturales (CBC).

## Descripción
La estatua de santa Bibiana es la primera de una larga serie de obras de tema sagrado encargados a Bernini con la intención de hacer meditar a los fieles sobre el significado del martirio. La escultura se encuentra, de hecho, en el interior de un nicho puesto en el altar central, que contiene las reliquias de la santa titular así como de la madre Drafusa y de la hermana Demetria, también ellas martirizadas.
Bernini representa a Bibiana en el momento precedente al martirio, dando máximo relieve a su tensión psicológica. A diferencia sin embargo, de otras obras del escultor, en este caso la turbación interior de la mujer no está mostrada por medio de torsiones exageradas o poses dinámicas, ya que la figura aparece estática, recta sobre los pies que se encuentran apoyados en la columna del martirio, con una ligera torsión del busto en relación con las piernas, una mano abierta hacia el exterior y el otra sujetando la palmera del martirio, la cabeza y la mirada (parecida a la de las santas de Guido Reni) dirigidas hacia a lo alto, en cuya dirección, sobre el techo, se encuentra un fresco con la imagen de Dios Padre.
En cambio, la dramática agitación de Bibiana es reconocible en la crispación de las túnicas temblorosas por su incontenible consternación, magnífico ejemplo de virtuosismo barroco, que en parte contrastan con la relativa calma de la figura. La complejidad de la experiencia espiritual vivida por la santa es evidente también de su rostro, tomado en un rapto de expresión mística, que muestra perfectamente el transporte interior de la protagonista.
Finalmente la opción de insertar la estatua de mármol blanco dentro de un pequeño nicho oscuro permite distinguir la imagen de la santa colocándola en un ambiente distinto al resto de la iglesia, envuelto en una luz más tenue, que crea un juego de penumbras para dar mayor realce a los sinuosos pliegues de los paños.